# Kalju Koch
Kalju Koch (* 26. Februar 1941 in Elva) ist ein ehemaliger estnischer Radrennfahrer und nationaler Meister im Radsport.

## Sportliche Laufbahn
Koch war im Straßenradsport aktiv. Mit dem Radsport begann er 1958 in seiner Heimatstadt Elva. 1961, 1967 und 1970 gewann er die nationale Meisterschaft im Straßenrennen. Nach 1940 fanden die Meisterschaften innerhalb der Sowjetunion statt und galten als Meisterschaftsrennen der Sowjetrepublik Estland. In den Jahren 1961 bis 1970 wurde er zehnmal estnischer Meister. Neben dem Straßenrennen holte er auch Titel im Einzelzeitfahren und im Mannschaftszeitfahren. Dazu wurde er mehrfach Vizemeister und Dritter. 1966 gewann er den sowjetischen Titel im Mannschaftszeitfahren. 
In der Tour de l’Avenir 1966 wurde Koch 37., 1968 kam er auf den 30. Gesamtrang. Von 1966 bis 1968 gehörte er zum sowjetischen Kandidatenkreis für die Internationale Friedensfahrt, wurde aber nie nominiert. Im Rennen der Amateure bei den Straßenradsport-Weltmeisterschaften 1965 wurde Koch 23., 1966 wurde er als 15. bester Fahrer der Sowjetunion. 1967 kam er auf den 34. Platz. Von 1964 bis 1967 war Koch Mitglied der sowjetischen Nationalmannschaft. Später gewann er zweimal Titel bei den Weltmeisterschaften der Senioren.

## Berufliches
Koch war als Taxifahrer, Mechaniker, Verkäufer und Trainer im Radsport tätig.